# Verdoejo
Verdoejo es una freguesia portuguesa del concelho de Valença, con 3,82 km² de superficie y 635 habitantes (2001). Su densidad de población es de 166,2 hab/km².